# Paisana
Paisana (italià Paesana, piemontès Paisan-a) és un municipi italià, situat a la regió del Piemont. L'any 2007 tenia 2.961 habitants. Està situat a la Vall del Po, dins de les Valls Occitanes. Limita amb els municipis de Barge, Oncin, Ostana, Sampeyre i Sanfront.

## Administració
| Període | Identitat     | Partit        |
| ------- | ------------- | ------------- |
| 2004-   | Mario Anselmo | Llista cívica |